# الین رایلی
الین رایلی (انگلیسی: Elaine Riley؛ زادهٔ ۱۵ ژانویهٔ ۱۹۱۷ – درگذشتهٔ ۷ دسامبر ۲۰۱۵) یک هنرپیشه اهل ایالات متحده آمریکا بود. در سال ۱۹۴۶، رایلی با بازیگر ریچارد مارتین ازدواج کرد. ازدواج آنها تا زمان مرگ او در سال ۱۹۹۴ ادامه داشت.
رایلی در شرق لیورپول، اوهایو به دنیا آمد. او عنوان دوشیزه شرق لیورپول را به دست آورد و در سال ۱۹۳۷ نایب قهرمان عنوان دوشیزه اوهایو شد رایلی همچنین فارغ‌التحصیل مدرسه مد Traphagen بود. رایلی با استفاده از نام الین گری، با یک ارکستر رقص-موسیقی در چندین شهر، از جمله پیتسبورگ، پنسیلوانیا آواز خواند.